# Коралова акула балійська
Коралова акула балійська (Atelomycterus baliensis) — акула з роду Коралова акула родини Котячі акули.

## Опис
Загальна довжина досягає 47-52 см. Голова помірного розміру, широка, дещо сплощена зверху. Морда коротка, становить 4-4,6% довжини усього тіла. Ніздрі розширені. Очі «котячі», подовжені, з мигальною перетинкою. За ними розташовані невеличкі бризкальця. Рот широкий. Зуби дрібні. У неї 5 пар зябрових щілин. Тулуб стрункий. Грудні плавці великі, з округлими кінчиками. Має 2 спинних плавця трохи серпоподібної форми. Спинні плавці однакового розміру. Передній спинний плавець розташовано позаду черевних плавців. Другий плавець близько розташовано до хвостового плавця. Черевні плавці помірно широкі. Анальний плавець дорівнює спинному плавцю. Хвіст вузький та довгий. Верхня лопать хвостового плавця широка та видовжена. Нижня лопать мало розвинена.
Забарвлення коричневе. На спині та з боків присутні декілька темних сідлоподібних плям з нечіткими краями й темно-коричневі плямочки. На відміну від інших представників свого роду позбавлена білих плям на тілі. Кінчики плавців мають облямівку, що світліше за загальний фон. Грудні та черевні плавці світло-коричневі.

## Спосіб життя
Тримається в прибережних районах, воліє до рифів. Вдень ховається у розщелинах, під камінням. Активна вночі. Живиться головоногими молюсками, креветками та іншими безхребетними, морськими черв'яками.
Це яйцекладна акула. Стосовно процесу розмноження замало відомостей.
Загрозами для цієї акули є дії браконьєрів, що глушать рибу за допомогою динаміту.

## Розповсюдження
Мешкає в акваторії зондського острова Балі, переважно у бухті Джимбаран.